# Viliam Čacho
Viliam Čacho (ur. 11 grudnia 1977 w Trenczynie) – słowacki hokeista, reprezentant Słowacji, trener hokejowy.
Jego syn, także Viliam (ur. 1998) także został hokeistą.

## Kariera zawodnicza
- HC Dukla Trenczyn U-20 (1995-1996)
- Iskra Bańska Bystrzyca (1996-2000)
- Martimex Martin (2000-2002)
- MsHK Žilina (2002-2003)
- HC Slovan Ústí nad Labem (2003-2004)
- Martimex Martin (2003-2004)
- HK Dynamax (Ardo) Nitra (2004-2007)
- HC Dukla Trenczyn (2007-2008)
- MsHK Žilina (2008-2009)
- Ciarko KH Sanok (2009-2010)
- HK Dukla Michalovce (2010)

Sporą część kariery klubowej zawodnik występował w ataku wspólnie z czeskim napastnikiem Martinem Vozdeckým (w barwach drużyn z Martina 2000-2002 i 2003-2004, Żyliny 2002-2003, Nitry 2004-2007 oraz Sanoka 2009-2010). W trakcie sezonu 2004/2005 podczas występów w HK Nitra obaj zawodnicy w krótkim czasie niezamierzenie spowodowali sobie wzajemnie kontuzję trafiając krążkiem w twarz. Najpierw Vozdecký doznał złamania kości policzkowej w wyniku trafienia Čacho podczas treningu, a wrótce potem w trakcie meczu z HK Poprad krążek uderzony przez Vozdeckiego spowodował kontuzję u Čacho (złamanie nosa).
W sezonie 2009/2010 polskiej ekstraligi obaj gracze występowali razem w polskim klubie Ciarko KH Sanok. W barwach drużyny z Sanoka Čacho zdobył w PLH 51 punktów (21 goli, 30 asyst) w 41 meczach oraz spędził 100 minut na ławce kar. O odejściu z klubu zadecydowało zmniejszenie limitu obcokrajowców w rozgrywkach oraz koncepcja trenerów, jak również kontuzja zawodnika.
Brał udział w turnieju zimowej uniwersjady edycji 2001. Wystąpił trzykrotnie w seniorskiej reprezentacji Słowacji strzelając jedną bramkę.

## Sukcesy
Reprezentacyjne
- Złoty medal zimowej uniwersjady: 2001

Klubowe
- Złoty medal 1. ligi słowackiej: 1998 z Iskrą Bańska Bystrzyca
- Brązowy medal mistrzostw Słowacji: 2006 z HK Nitra

Indywidualne
- Najskuteczniejszy zawodnik Ciarko KH Sanok w sezonie zasadniczym Polskiej Lidze Hokejowej 2009/2010 (w punktacji kanadyjskiej 49 pkt za 21 goli i 28 asysty) – ex aequo z Martinem Vozdeckým (obaj uzyskali identyczny wynik)

## Kariera trenerska
Po zawieszeniu kariery zawodniczej w październiku 2010 został trenerem zespołu juniorów do lat 18 w drużynie HC Dukla Trenczyn (posiada najwyższą licencję trenerską na Słowacji). Równolegle w sezonie 2015/2016 został asystentem szkoleniowca kadry Czech do lat 16. Pod koniec 2017 został asystentem I trenera Dukli, Júliusa Pénzeša.